# Platoul Bucegi

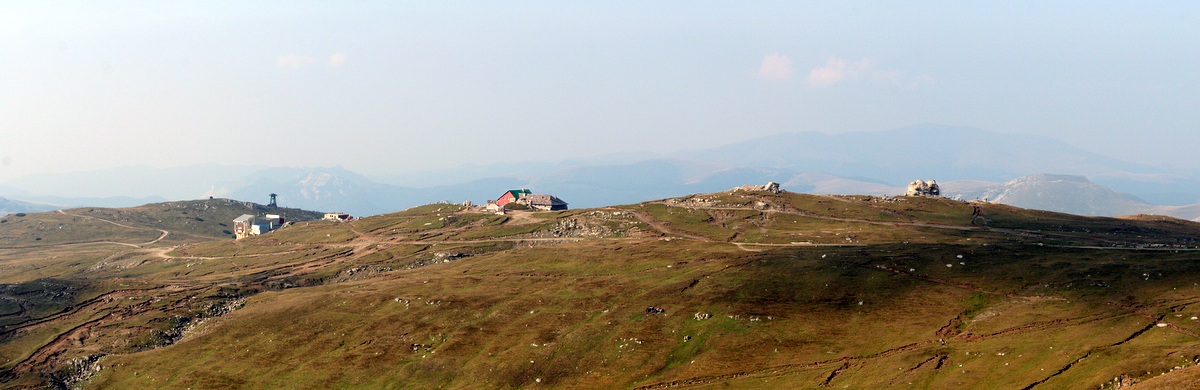
Platoul Bucegilor cu Telecabina, cabana Babele, Sfinxul și Baba Mare de la stînga la dreapta

Platoul Bucegi este podiș înalt, având altitudini cuprinse între 1600-2400 m și o înclinare de la nord către sud, în  munții Bucegi.